# Harald Kronblad
Harald Einar Kronblad, född 4 november 1901 i Nottebäcks församling, Kronobergs län, död 23 april 1965 i Slottsstadens församling, Malmö, var en svensk väg- och vattenbyggnadsingenjör.
Kronblad utexaminerades 1930 från Chalmers tekniska instituts avdelning för väg- och vattenbyggnad. Han var ingenjör vid Göteborgs hamnstyrelse 1930–39, hamnöveringenjör vid Malmö hamnförvaltning 1940–47 och hamndirektör där 1947–65.